# La Loma de Yamango
La Loma de Yamango (también conocido simplemente como La Loma) es un caserío peruano ubicado en el distrito de Yamango, perteneciente a la provincia de Morropón del departamento de Piura, al norte del Perú. 

## Ubicación
La Loma de Yamango se ubica al noreste de la provincia de Morropón, en el distrito de Yamango, en el departamento de Piura.

## Demografía
En 2017 La Loma de Yamango tenía una población de 118 habitantes.
| Gráfica de evolución demográfica de La Loma de Yamango entre 1993 y 2017 |
|                                                                          |
| Fuentes: Población 1993 y 2017                                           |